# La noche del cazador (novela)
La noche del cazador (The Night of the Hunter) es una novela de suspenso publicada en 1953, escrita por el estadounidense Davis Grubb. Fue adaptada al cine en 1955 con el mismo título. La película está protagonizada por Robert Mitchum, Shelley Winters y Lillian Gish.
La novela fue finalista en los National Book Awards de 1955.
El argumento está basado en la historia real de Harry Powers, que fue ahorcado en 1932 por la matanza de dos viudas y tres niños en Moundsville.

## Argumento
En los años de la Gran Depresión, Ben Harper, un pobre dependiente de una ferretería de Moundsville, ciudad a orillas del río Ohio, decide atracar el banco local. Antes de ser detenido, esconde el botín ante la presencia de sus dos hijos pequeños, John y Pearl, haciéndoles prometer que nunca revelarán el secreto. Es condenado a muerte y en prisión coincide en la misma celda con un personaje a quien llaman «el Predicador», un embaucador falso y vehemente, que intenta sonsacarle información sobre el dinero escondido, pero sin conseguirlo.
Cuando sale de prisión tras cumplir su condena por un simple robo de un vehículo, el Predicador, en realidad un asesino múltiple, decide visitar a la viuda de Ben Harper en su hogar junto al río Ohio. Quizá valga la pena casarse con ella...

## Personajes
- Ben Harper. Dependiente de una ferretería, padre de familia, pobre y, peor aún, sin esperanzas de poder prosperar. Un día, en un acto inútil y desesperado, asalta un banco a mano armada y se lleva un botín de 10.000 $. Antes de ser detenido esconde el dinero, siendo sus dos hijos pequeños los únicos testigos de tal acción. Es condenado a muerte y en la prisión conoce al Predicador.

- El Predicador. Su verdadero nombre es Harry Powell, de Louisville. Lleva en sus dedos tatuadas las letras de «amor» y «odio», una palabra en cada mano y una letra en la falange de cada dedo, y le gusta entrelazarlos todos mientras una y otra mano forcejean, para escenificar la eterna lucha entre el bien y el mal. Con este y otros golpes de efecto va acompañando sus pláticas este falso predicador, asesino múltiple de mujeres, especialmente viudas con algunos ahorros con los que contribuir a su personal causa pastoral. Durante años ha recorrido el río Ohio, predicando la Palabra de Dios por los estados ribereños, en esos años tan difíciles. Detenido por el robo de un vehículo, en la prisión estatal coincide con Ben Harper, y es entonces cuando planea su próximo golpe.

- Willa Harper. Tras la muerte de su marido, Ben, queda ella sola al cargo de sus dos hijos pequeños. Sospecha que el niño sabe algo sobre el dinero, pero no está segura y prefiere creer que están en el fondo del río. Piensa que ese dinero es fruto de la avaricia y germen de su desdicha. Casándose con el Predicador cree redimirse de su pecaminosa existencia.

- John y Pearl Harper. Hijos de Ben y Willa Harper, John es el mayor, nueve años, mientras quer Pearl, la pequeña, tiene la mitad, cuatro y medio. John siempre cuida de su hermanita, como le prometiera a su padre la última vez que lo viera, cuando huía de los hombres azules. John, muy cauteloso y suspicaz, recela de las tretas del Predicador, pero la niña se ha dejado embelesar por sus añagazas, y ahora John debe impedir que Pearl pueda revelar algún secreto.

- Walt y Icey Spoon. Matrimonio propietario de una pequeña heladería en el pueblo, dan trabajo a Willa cuando se queda viuda. Icey, una sexagenaria pragmática y religiosa, le intenta convencer constantemente para que reemprenda su vida y busque un marido. La llegada del Predicador aumentará sus expectativas de conseguirlo.

- Tío Birdie. Es un viejo que vive en una casa sobre el río. El pequeño John lo visita a veces, contraviniendo la prohibición de su madre, para escuchar las historias que le cuenta y poder hablar con él abiertamente de su padre. El viejo le ha prometido al niño arreglar para él la barca de su difunto padre, Ben. En vísperas de la huida de los niños, el viejo tío Birdie descubre, mientras está pescando, un oculto secreto ahogado en el fondo del río.

- Rachel Cooper. Tiene una granja donde recoge niños huérfanos o abandonados. Lleva ya cuarenta años viuda y, tras criar un hijo ya casado y con hogar propio, desborda todo su empeño y amor en criar a todos los niños necesitados que puede acoger y encaminarlos rectamente por la vida. Es firme y decidida y no se deja amedrentar fácilmente: por defender a sus niños plantaría cara al mismo demonio.

## Adaptaciones de la obra
En 1955, el libro fue adaptado al cine por Charles Laughton, con el mismo título. Fue interpretada por Robert Mitchum en el papel de Predicador.
También existe una adaptación musical a cargo del libretista Stephen Cole, con música de Claibe Richardson. El disco fue editado en 1998 y el musical fue estrenado el 24 de septiembre de 2004 en el Willow's Theatre de Concord (California).